# Spectroscopie d'impédance électrochimique
La spectroscopie d’impédance électrochimique (SIE) est une technique de caractérisation d'un système électrochimique (batterie, électrolyseur, pile à combustible) qui consiste à appliquer un signal alternatif de faible amplitude au système électrochimique et à en mesurer la réponse à différentes fréquences.

## Principe de calcul d'une impédance faradique

### Régime stationnaire
Pour une réaction redox
R {\displaystyle \leftrightarrow } O + e qui se déroule à une interface électrode{\displaystyle |}électrolyte, en absence de gradient de concentration des espèces électroactives R et O, la relation densité de courant de transfert vs. surtension d'électrode est donnée par la relation de Butler-Volmer:
{\displaystyle j_{\text{t}}=j_{0}\left(\exp(\alpha _{\text{o}}\,f\,\eta )-\exp(-\alpha _{\text{r}}\,f\,\eta )\right)}
{\displaystyle j_{0}} est la densité de courant d'échange, {\displaystyle \alpha _{\text{o}}} et {\displaystyle \alpha _{\text{r}}} sont les facteurs de symétrie dans le sens de l'oxydation et de la réduction avec {\displaystyle \alpha _{\text{o}}+\alpha _{\text{r}}=1}, {\displaystyle \eta } la surtension d'électrode avec {\displaystyle \eta =E-E_{\text{eq}}} et {\displaystyle f=F/(R\,T)}.

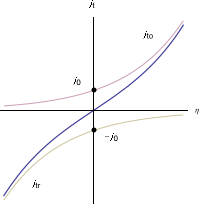
Fig. 1 : Graphe densité de courant de transfert de charge vs. surtension d'électrode.

Le graphe de {\displaystyle j_{t}} vs. {\displaystyle E} n'est pas une droite (Fig. 1) et le comportement de la réaction redox n'est pas celui d'un système linéaire.

### Régime dynamique

#### Impédance faradique
Supposons que la loi de Butler-Volmer décrive correctement le comportement dynamique de la réaction redox de transfert d'électron :
{\displaystyle j_{\text{t}}(t)=j_{\text{t}}(\eta (t))=j_{0}\,\left(\exp(\alpha _{\text{o}}\,f\,\eta (t))-\exp(-\alpha _{\text{r}}\,f\,\eta (t))\right)}
Le comportement dynamique de la réaction redox se caractérise alors par sa résistance différentielle définie par :
{\displaystyle R_{\text{t}}={\frac {1}{\partial j_{\text{t}}/\partial \eta }}={\frac {1}{f\,j_{0}\,\left(\alpha _{\text{o}}\,\exp(\alpha _{\text{o}}\,f\,\eta )+\alpha _{\text{r}}\,\exp(-\alpha _{\text{r}}\,f\,\eta )\right)}},}
résistance différentielle dont la valeur dépend de la surtension d'électrode. Dans ce cas simple l'impédance faradique {\displaystyle \scriptstyle {Z_{\text{f}}}} se réduit à la résistance de transfert {\displaystyle \scriptstyle {R_{\text{t}}}} et l'on note en particulier que :
{\displaystyle R_{\text{t}}={\frac {1}{f\,j_{0}}}}
lorsque la surtension {\displaystyle \eta } tend vers zéro.

#### Condensateur de double couche
Une interface électrode {\displaystyle |} électrolyte se comporte en régime dynamique comme un condensateur appelé condensateur de double couche interfaciale et noté {\displaystyle \scriptstyle {C_{\text{dc}}}}. Cette double couche électrique ou électrochimique est décrite par le modèle de Gouy-Chapman-Stern. Le comportement en régime dynamique d'une réaction redox en absence de gradient de concentration des espèces électroactives est donc analogue à celui du circuit électrique de la Fig. 2.

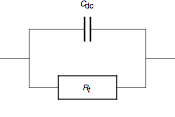
Fig. 2 : Circuit électrique équivalent d'une réaction redox en absence de gradient de concentration.

L'impédance électrique de ce circuit se calcule facilement si l'on se souvient que l'impédance complexe d'un condensateur est donnée par :
{\displaystyle Z_{\text{dc}}(\omega )={\frac {1}{{\text{i}}\,\omega \,C_{\text{dc}}}}}
où {\displaystyle \omega } est la pulsation, en rd/s, et {\displaystyle \scriptstyle {{\text{i}}^{2}=-1}}.
On trouve :
{\displaystyle Z(\omega )={\frac {R_{\text{t}}}{1+R_{\text{t}}\,C_{\text{dc}}\,{\text{i}}\,\omega }}}
Le graphe de Nyquist des électrochimistes qui portent la partie imaginaire changée de signe de l'impédance en fonction de sa partie réelle est, dans un repère orthonormé, un demi-cercle de diamètre {\displaystyle \scriptstyle {R_{\text{t}}}} et de pulsation au sommet égale à {\displaystyle \scriptstyle {1/(R_{\text{t}}\,C_{\text{dc}})}} (Fig. 3). D'autres représentations des impédances, représentation de Bode, de Black, etc., sont utilisables.

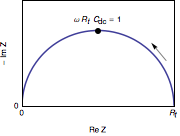
Fig. 3 : Graphe de Nyquist des électrochimistes d'un circuit RC parallèle. La flèche indique le sens des fréquences croissantes.

#### Résistance d'électrolyte
Lorsque la résistance de la portion d'électrolyte comprise entre l'électrode de travail et l'électrode de référence n'est pas négligeable le circuit équivalent de la réaction redox comprend de plus la résistance {\displaystyle \scriptstyle {R_{\Omega }}} branchée en série avec le circuit de la Fig. 2. Le graphe d'impédance est alors translaté de la valeur {\displaystyle \scriptstyle {R_{\Omega }}}.

### Mesure des paramètres de l'impédance
Le tracé du graphe de l'impédance d'une réaction redox à l'aide d'un potentiostat et d'un analyseur d'impédance, inclus dans la plupart des potentiostats modernes, permet donc la mesure de la résistance de transfert de la réaction, de la capacité du condensateur de double couche interfaciale et de la résistance d'électrolyte. Lorsque ce tracé est effectué pour une surtension nulle il est possible de déterminer la densité de courant d'échange {\displaystyle \scriptstyle {j_{0}}}.
Pour des réactions électrochimiques plus complexes que la réaction redox et en présence de gradients de concentration des espèces électroactives, les graphes des impédances électrochimiques sont constitués de plusieurs arcs.

## Sources
- Cinétique électrochimique, J.-P. Diard, B. Le Gorrec et C. Montella, Hermann, Paris,1996.
- Exercices de cinétique électrochimique. II Méthode d'impédance, C. Montella, J.-P. Diard et B. Le Gorrec, Hermann, Paris, 2005.
- Electrochemical Impedance Spectroscopy, M. E. Orazem and B. Tribollet, Wiley & Sons, Hoboken, 2008.